# 寺園喜基
寺園 喜基（てらぞの よしき、1939年12月1日 - ）は、日本の神学者、九州大学名誉教授、日本バプテスト福岡城西キリスト教会協力牧師。

## 経歴
鹿児島県鹿児島市生まれ。ラ・サール高等学校在学中に受洗。西南学院大学神学部卒、九州大学大学院文学研究科哲学専攻博士課程満期退学。ボン大学大学院博士課程修了。1972年九州大学助手、75年教養部助教授、85年教授、94年大学院比較社会文化研究科教授、98年定年退官、名誉教授、西南学院大学神学部教授。西南学院院長、2010年退職。2012年西南学院理事長を退職。

## 著書
- カール・バルトのキリスト論研究（創文社、1974年）
- バルト神学の射程（ヨルダン社、1987年）
- 途上のキリスト論 「バルト＝ボンヘッファー」の今日的意味（新教出版社、1999年）
- 西南の風（梓書院、2008年）

## 共編著
- バルト＝ボンヘッファーの線で クラッパート教授来日特集（編、新教出版社、1996年、新教コイノーニア）
- カール・バルトとユダヤ人問題 再びE・ブッシュ教授を迎えて（小川圭治共編、新教出版社、2004年、新教コイノーニア）

## 翻訳
- H.-G.ガイヤー『現代神学の状況』（森泰男共訳、日本基督教団出版局、1978年）
- 『カール・バルト説教選集 16』（松見俊、片山寛、平林孝裕、牧村元太郎、斉藤優子、浜辺達男共訳、日本キリスト教団出版局、2005年）